# Paco Bohega
Francisco José González Bohega (Madrid, 26 de mayo de 1970) conocido como Paco Bohega, es un practicante de taekwondo español.

## Trayectoria a destacar
En 2015 obtiene una Medalla de Oro y una de Plata nacional   . 
En el 2016  resulta Triple Medallista Europeo   . 
En el 2017 resulta semifinalista en el Mundial en Corea del Sur   . 
En el 2018 resulta Doble Medallista Europeo   .

## Palmarés
| Campeonatos Nacionales            | Campeonatos Nacionales | Campeonatos Nacionales | Campeonatos Nacionales |
| Año                               | Lugar                  | Medalla                | Categoría              |
| --------------------------------- | ---------------------- | ---------------------- | ---------------------- |
| Open Internacional Taekwondo 2015 | Alfaz del Pi (España)  | Medalla de oro         | E. +18                 |
| Open Internacional Taekwondo 2015 | Alfaz del Pi (España)  | Medalla de plata       | +18                    |

| VI Juegos Europeos EP&FG 2016 | VI Juegos Europeos EP&FG 2016 | VI Juegos Europeos EP&FG 2016 | VI Juegos Europeos EP&FG 2016 |
| Año                           | Lugar                         | Medalla                       | Categoría                     |
| ----------------------------- | ----------------------------- | ----------------------------- | ----------------------------- |
| 2016                          | Huelva (España)               | Medalla de oro                | free +18                      |
| 2016                          | Huelva (España)               | Medalla de plata              | Master 1                      |
| 2016                          | Huelva (España)               | Medalla de bronce             | Combate Olímpico WTF -80kg    |

| VII Juegos Europeos EP&FG 2018 | VII Juegos Europeos EP&FG 2018 | VII Juegos Europeos EP&FG 2018 | VII Juegos Europeos EP&FG 2018 |
| Año                            | Lugar                          | Medalla                        | Categoría                      |
| ------------------------------ | ------------------------------ | ------------------------------ | ------------------------------ |
| 2018                           | Gibraltar ()                   | Medalla de oro                 | Master 1                       |
| 2018                           | Gibraltar ()                   | Medalla de oro                 | Equipo Trio Master 1           |